# Földes György (történész)
Földes György (Budapest, 1952. december 30. –) magyar történész, tudományos kutató, egyetemi oktató.

## Élete
Földes György 1952. december 30-án született Édesapja, Földes László 1944-ben partizánparancsnok, 1945 után kommunista politikus, miniszterhelyettes, országgyűlési képviselő volt. Két testvére van; László (1945) művésznevén „Hobo”, Kossuth-díjas magyar bluesénekes, dalszerző, előadóművész és József (1949) autószerelő. Két gyermeke van, Dániel (1981) és Léna (1984). Az 1990-es évek második felében vezető politikusi szerepet is vállalt, 1994 és 1998 között az MSZP Országos Elnökség tagja, 1998-tól 2000-ig az Országos Választmány elnöke.
1977-ben szerzett diplomát az ELTE Bölcsészettudományi Kar történelem–szociológia szakán. 1979-ben védte meg egyetemi doktori disszertációját, amelynek címe Az újpesti munkásmozgalom 1929–1944. 1981-ben politikai gazdaságtan továbbképző tanfolyamot végzett az akkori Marx Károly Közgazdaságtudományi Egyetemen. 1989-ben jelent meg a Hatalom és mozgalom 1956–1989 című monográfiája, amely kísérletet tett a Kádár-korszak kritikai elemzésére. 1995-ben kandidátusi fokozatot szerzett, disszertációját a gazdaságpolitikai és gazdaságirányítási kutatásai alapján Az eladósodás politikatörténete 1957–1986 címmel védte meg. 2010–ben MTA doktori címet szerzett a Magyarország, Románia és a nemzeti kérdés 1956–1989 című monográfiájával. 2012-ben habilitált az ELTE BTK-n A Kádár-rendszer hivatalos nemzetfelfogásának változásai 1956–1988 című eladásával. Jelenlegi kutatásai középpontjában Kádár János politikai életpályája, a magyar-szovjet kapcsolatok és a Kádár-korszak átfogó, általános kérdései állnak.
Az egyetem elvégzése után 1977 és 1989 között a Párttörténeti Intézet tudományos munkatársa. 1990 és 2016 között a Politikatörténeti Intézetben dolgozott, előbb tudományos munkatársként, 1991-től igazgatóként, majd 2019-ig főigazgatóként. 1986 óta rendszeresen folytat oktatói tevékenységet. 1998-tól 2011-ig az ELTE Bölcsészettudományi Kar Új- és Jelenkori Magyar Történeti Tanszékének docense, 2003-tól az ELTE BTK Történettudományi Doktori Iskola Új- és Jelenkori Magyar Történelem Doktori Programjának előadója. 2012-től a Debreceni Egyetem Bölcsészettudományi Karának vendégoktatója. A Magyar Történelmi Társulat választmányi tagja.
Tudományszervezői munkásságát jelzi, hogy 2001 és 2004 között vezette a Politikai kultúra és politikai mentalitás Magyarországon a XX. században címet viselő Széchenyi kutatási projektet, illetve főkoordinátorként működött közre a Politikatörténeti Alapítvány Társadalomelméleti Kutatócsoportjának két – egyenként hét, illetve négy projektből álló – kutatássorozatában 2003 és 2005, majd 2007 és 2008 között. Szerkesztőként számos tanulmánykötet elkészítéséhez járult hozzá, továbbá sorozatszerkesztője a Politikatörténeti Füzetek és a Húsz év után sorozat kiadványainak.
Rendszeresen tart előadásokat hazai és nemzetközi tudományos konferenciákon és fórumokon. Intenzív tudományos kapcsolatokat ápol az erdélyi tudományos élet képviselőivel, többek között a csíkszeredai Sapientia Erdélyi Magyar Tudományegyetemen, a kolozsvári Babeş-Bolyai Tudományegyetemen, illetve a marosvásárhelyi Gheorghe Şincai Intézetben.

## Iskolák, tudományos előmenetel
- 1977	ELTE BTK - történelem-szociológia diploma
- 1979	ELTE BTK - Egyetemi doktori disszertáció (Az újpesti munkásmozgalom története 1929–1944)
- 1981	Marx Károly Közgazdaságtudományi Egyetem - politikai gazdaságtan továbbképző tanfolyam
- 1995	a történelemtudományok kandidátusa (Az eladósodás politikatörténete, 1957–1986)
- 2010	MTA doktori fokozat, történettudomány (Magyarország, Románia és a nemzeti kérdés 1956–1989)
- 2012	habilitált doktor - ELTE BTK (A Kádár-rendszer hivatalos nemzetfelfogásának változásai 1956–1988)

## Munkahelyek, beosztások
- 1977–1989	Párttörténeti Intézet, tudományos munkatárs
- 1989–1990	MSZMP, majd az MSZP központja, politikai tanácsadó
- 1990–1991	Politikatörténeti Intézet, tudományos munkatárs
- 1991–2016	Politikatörténeti Intézet, igazgató, majd főigazgató
- 2017–2019	Politikatörténeti Intézet, ügyvezető igazgató

## Kutatási területei
- A Kádár-korszak politikatörténete, Kádár János politikai életpályája;
- Magyar-román kapcsolatok, az erdélyi magyarság 1956–1989;
- Magyar-szovjet kapcsolatok a II. világháború után;
- Magyarország gazdaság és társadalomtörténete a XX. században;
- A történetírás módszertani kérdései.

## Saját művek, szerkesztett kötetek
- Holtpont. Társadalomkritikai tanulmányok Magyarország elmúlt 25 évéről; szerk. Földes György, Antal Attila; Napvilág, Bp., 2016
- Kádár János külpolitikája és nemzetközi tárgyalásai, 1956-1988. 1-2.; Politikatörténeti Intézet–Napvilág, Bp., 2015
- Kádár János és a 20. századi magyar történelem. Tanulmányok. Szerkesztette: Földes György–Mitrovits Miklós. Budapest, Napvilág, 2012. 204 p.
- Szovetszko-vengerszkije ekonomicseszkije otnosenyija 1948-1973; fel. szerk. A. N. Artyizov, magyar fel. szerk. Földes György; MFD, Moszkva, 2012 (Rosszija. XX vek. Dokumenti)
- Parlamenti választások Magyarországon 1920–2010; 3. bőv., átdolg. kiad; szerk.: Földes György, Hubai László, Bp., Napvilág Kiadó 2010
- A moderntől a posztmodernig: 1968. Tanulmányok. Szerkesztette: Balázs Eszter, Földes György és Konok Péter. Budapest, Napvilág, 2009. 264 p.
- Magyarország, Románia és a nemzeti kérdés 1956–1989; Napvilág, Bp., 2007. 526 p. ISBN 978 9639350557
- Nemzetiség – felelősség. Írások Gáll Ernő emlékére. Szerk.: Földes György, Gálfalvi Zsolt. Budapest, Napvilág, 2005. 468 p.
- 1945 a világtörténelemben. Milyen jövőt képzelt magának a világ? Tanulmányok. Szerk.: Feitl István, Földes György. [1945 in World History. What Future Did the World Imagine for Itself?] Budapest, Napvilág, 2005. 344 p.
- Útkeresések. A magyar szociáldemokrácia tegnap és ma. Szerk.: Feitl István, Földes György, Hubai László. Budapest, Napvilág, 2004. 445 p.
- A globalizáció kihívásai és Magyarország; szerk. Földes György, Inotai András; Napvilág, Bp., 2001
- Parlamenti választások Magyarországon, 1920-1998; 2. bőv., átdolg. kiad.; szerk. Földes György, Hubai László; Napvilág, Bp., 1999
- Rendszer – hatalom és a baloldal Magyarországon 1994 után; Napvilág, Bp., 1999. 102 p. ISBN 963 908235 X
- Az eladósodás politikatörténete, 1957-1986; Maecenas, Bp., 1995
- Hatalom és mozgalom 1956–1989. Társadalmi-politikai erőviszonyok Magyarországon; Reform–Kossuth, Bp., 1989. 229 p. ISBN 963-02-6205-3